# OpenAFS
OpenAFSは、分散ファイルシステム Andrew File System (AFS) のオープンソース実装の1つ。AFSはカーネギーメロン大学で開発されたもので、商用版はトランザークが開発した（同社は後にIBMに買収された）。2000年8月15日のLinuxWorld誌で、IBMは商用AFS製品をIBM Public Licenseでリリースする計画であることを発表した。これが OpenAFS となった。その後活発な開発が行われ、多数のオペレーティングシステムに移植された（AIX、macOS、Darwin、HP-UX、IRIX、Solaris、Linux、Windows、FreeBSD、NetBSD、OpenBSD など）。

## プロジェクト運営
運営は、今後の戦略的方向性を考える委員会と、ソースリポジトリの管理部門とに分かれている。実際には、ソースリポジトリ管理者は全て委員会のメンバーである。

## ライセンス
OpenAFS のソースコードを所有する法的実体は存在しないが、多くのファイルにはIBMのコピーライトが記述されている。ソースの多くはIPLでカバーされるが、一部のファイルは元の大学のライセンスなどに従う。適用される全てのライセンスはソースリポジトリ内のopenafs/doc/LICENSEというファイルにある。

## 開発
オープンソース化後、開発には多数のコントリビュータが参加して多大な改良が行われ、従来版との相互運用性を保ちつつ AFS3 プロトコルも実装された。また、大掛かりな移植プロジェクトも行われ（64ビット版Windowsサポート、Windows Vistaサポート、Mac OS X v10.4/v10.5サポート）、デマンドアタッチ型ファイルサーバの開発プロジェクトも行われている。
他にも様々な開発プロジェクトが進行している。以下はその一部である。
- ファイルサーバのバックエンドにオブジェクトデータベースを使用するプロジェクト
- rxtcp
- rxgk
- rxk5
- instrumentation framework
- byte-range locking support

## 配布
現存のユーザーベースには、単一サーバセルから大規模な国際的学究システム、各種研究所、政府機関、企業など様々な組織が含まれる。運用されているAFSセルのごく一部のスナップショットとして、OpenAFSのパッケージに含まれているCellServDBファイルがある。

## 商用サポート
OpenAFSの商用サポートや開発を請け負う企業としてSine Nomine AssociatesやSecure Endpoints Inc.などがある。